# Lepteutypa
Lepteutypa es un género de patógenos vegetales de la familia Amphisphaeriaceae. Fueron descritos por primera vez por el micólogo austríaco Franz Petrak en 1923, el género contiene 10 especies según una estimación de 2008.
El género Lepteutypa es teleomorfo (se reproduce sexualmente) y el nombre anamórfico correspondiente, utilizado para describir la forma asexual, es Seiridium (anteriormente Coryneum). Por ejemplo, el nombre Seiridium cupressi todavía puede usarse para la forma anamórfica de esa especie, pero ahora que se sabe que existe una etapa sexual, el nombre Lepteutypa cupressi debería preferirse para la especie en su conjunto. Por otro lado, no se conoce la etapa sexual de la especie Seiridium cardinale, por lo que ese es su único nombre.